# Universitatea Ben-Gurion
Universitatea Ben-Gurion din Negev (BGU) (în ebraică אוניברסיטת בן-גוריון בנגב, Universitat Ben-Guriyon baNegev) este o universitate publică de cercetare din Beer Șeva, Israel. Universitatea Ben-Gurion din Negev are cinci campusuri: Campusul Familia Marcus din Beer Șeva, Campusul David Bergmann din Beer Șeva, Campusul David Tuviyahu din Beer Șeva, Campusul Sede Boqer și Campusul Eilat.
Universitatea Ben-Gurion este un centru de predare și de cercetare cu aproximativ 20.000 de studenți. Printre institutele de cercetare afiliate universității se numără Institutul Național de Biotehnologie din Negev, Institutul Ilse Katz pentru Științe și Tehnologie Nanometrică, Institutul Jacob Blaustein de Cercetare a Deșertului cu Școala Internațională Albert Katz pentru Studii cu privire la Deșert și Institutul de Cercetare Ben-Gurion pentru Studiul Istoriei Israelului și a Sionismului.

## Istoric

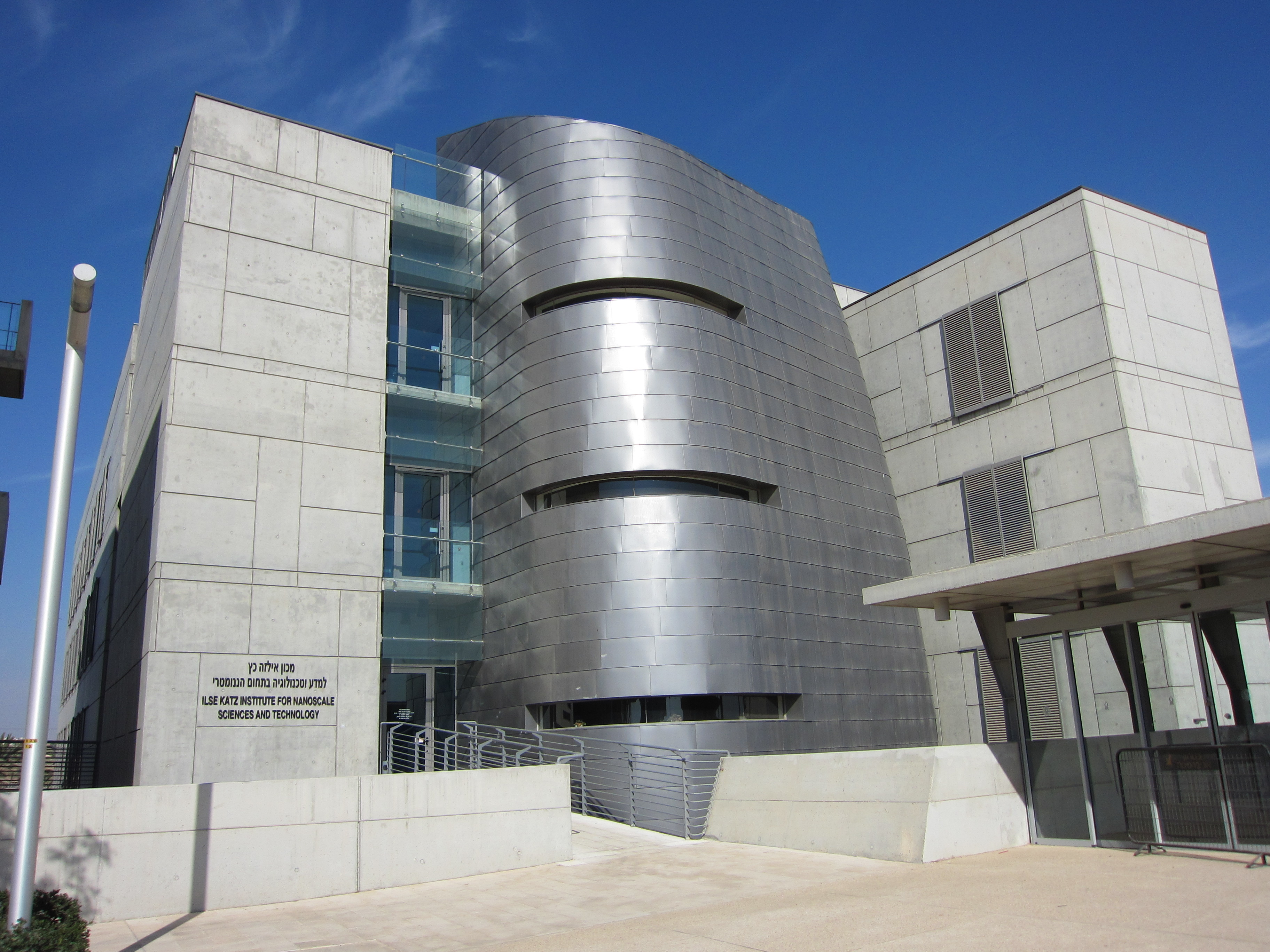
Institutul Ilse Katz pentru Științe și Tehnologie Nanometrică

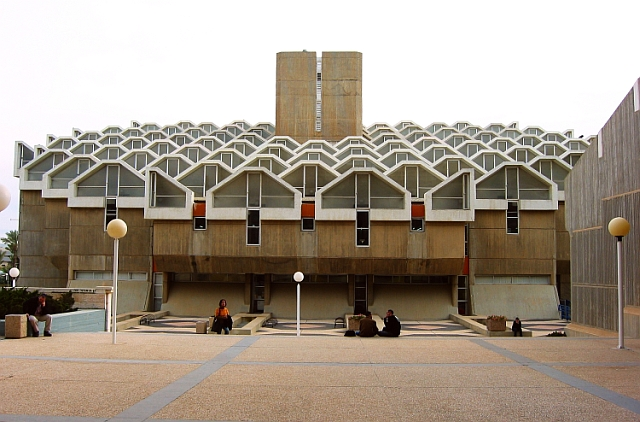
Biblioteca Centrală Zalman Aranne

Universitatea Ben-Gurion a fost înființată în 1969, ca Universitatea regiunii Negev, cu scopul de a promova dezvoltarea deșertului Negev, care cuprinde mai mult de 60% din teritoriul statului Israel. Universitatea a fost redenumită ulterior după fondatorul și primul ministru al Israelului, David Ben-Gurion, care credea că viitorul țării se afla în această regiune. După moartea lui Ben-Gurion în 1973, Universitatea a fost redenumită Universitatea Ben-Gurion din Negev.
În 2016 dr. Howard și Lottie Marcus au lăsat prin testament o donație de 400 milioane dolari către Universitatea Ben-Gurion. Aceasta este cea mai mare donație făcută vreodată unei universități israeliene și cea mai generoasă donație pentru orice instituție a statului Israel.
Fondurile au permis dublarea dotării universității, asigurând generațiilor viitoare o multitudine de oportunități.

## Facultăți, școli, centre și institute de cercetare
Universitatea Ben-Gurion are cinci facultăți cu 51 de departamente și unități academice: Facultatea de Inginerie, Facultatea de Medicină, Facultatea de Științe ale Naturii, Facultatea de Științe Umaniste și Sociale și Facultatea de Afaceri și Management Guilford Glazer.

## Președinți ai universității
- prof. dr. Moshe Prywes (1973-1975)
- ambasador Yosef Tekoah (1975-1981)
- gen.-mr. (rez.) Shlomo Gazit (1982-1985)
- prof. dr. Chaim Elata (1985-1990)
- prof. dr. Avishay Braverman (1990-2006)

## Profesori renumiți
- Aaron Antonovsky, sociolog
- Aharon Appelfeld, scriitor
- Haim Be'er, scriitor

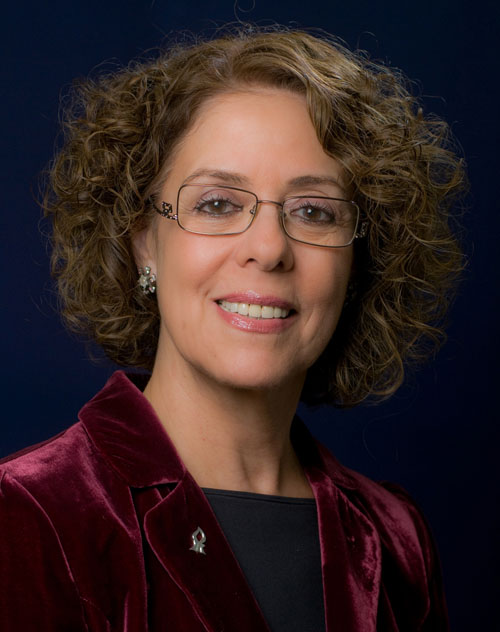
Rivka Carmi

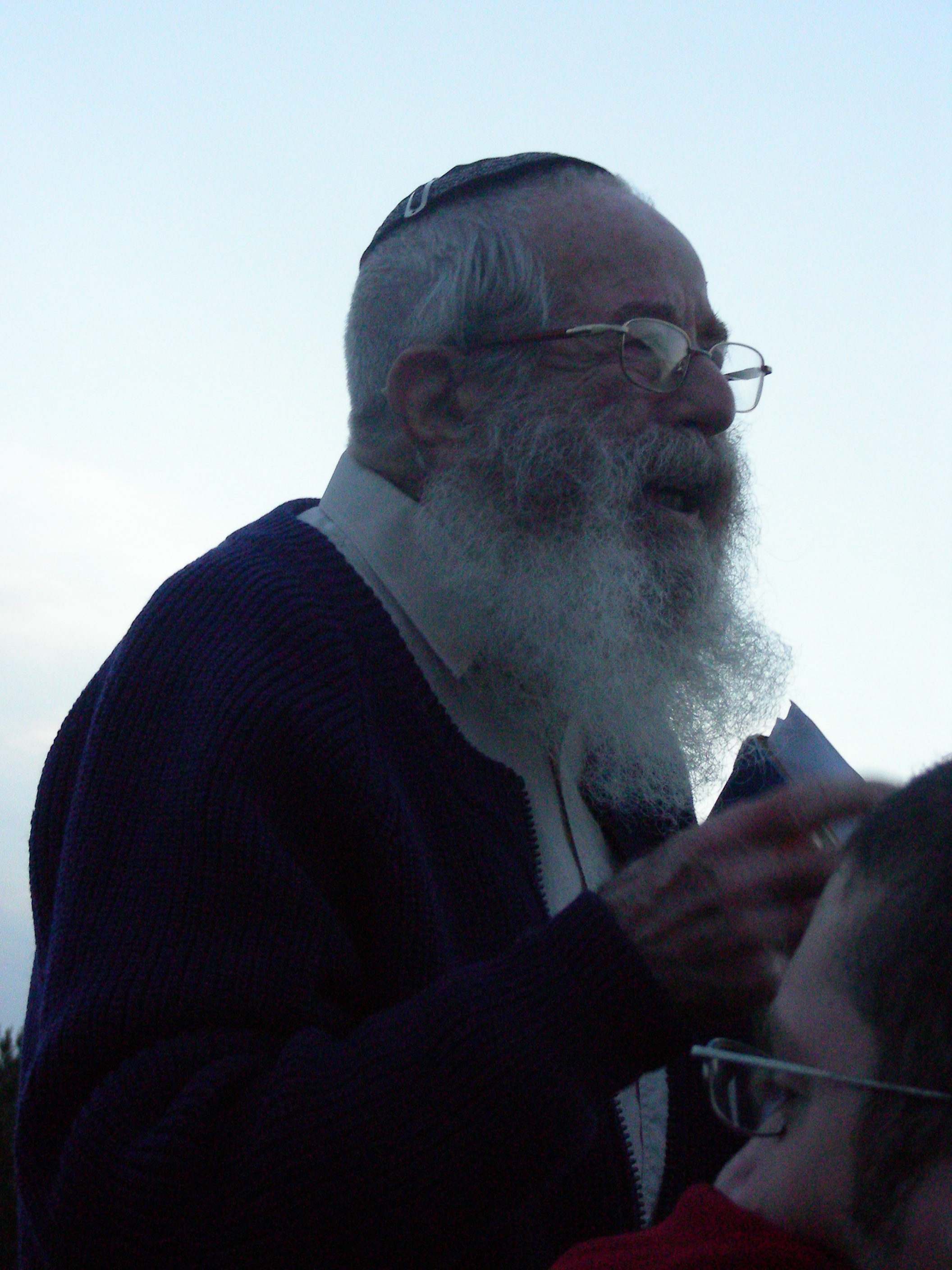
Yisrael Friedman

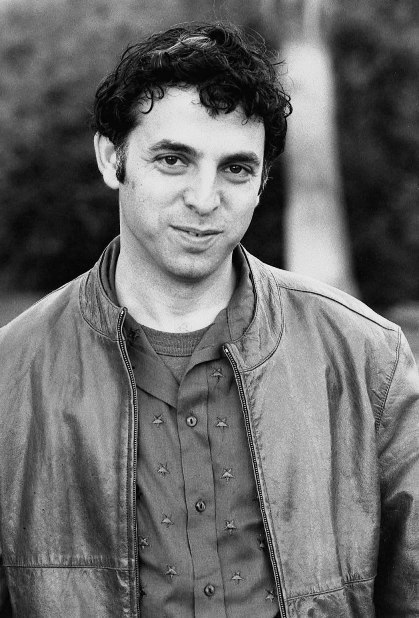
Etgar Keret

- Jacob Bekenstein, fizician teoretician
- Ilana Krausman Ben-Amos, istoric
- Gerald Blidstein, istoric și gânditor evreu - laureat al Premiului Israel[2]
- Dan Blumberg, geograf
- Rivka Carmi, medic pediatru
- Miriam Cohen, matematician
- Shlomi Dolev, specialist în informatică
- David Faiman, specialist în inginerie
- Israel Friedman, istoric
- Tikva Frymer-Kensky, cercetător biblic
- Neve Gordon, politolog
- Yitzhak Hen, istoric
- Shmuel Hollander, economist
- Klara Kedem, specialist în informatică
- Etgar Keret, scriitor
- Howard Kreisel, filozof
- Shaul Ladany, specialist în inginerie industrială
- Michael Lin, matematician
- Dan Meyerstein, chimist
- Benny Morris, istoric
- David Newman, specialist în geografia politică
- Amos Oz, scriitor
- Renée Poznanski, politolog și istoric al Holocaustului în Franța[3]
- Joshua Prawer, istoric
- Elisha Qimron, cercetător al iudaismului
- Eliahu Stern, geograf
- Aviad Raz, sociolog
- Danny Rubinstein, jurnalist
- Alice Shalvi, educator
- Richard Shusterman, filozof
- Daniel Sivan, profesor de literatură ebraică
- Carsten Peter Thiede, cercetător biblic
- Yaakov Turkel, judecător la Curtea Supremă de Justiție
- Oren Yiftachel, geograf
- Avishai Henik, psiholog
- Moti Herskowitz, specialist în inginerie chimică
- Golan Shahar, medic
- Ohad Birk, medic
- Steven A Rosen, arheolog
- Vered Slonim-Nevo, specialist în informatică
- Yuval Golan, specialist în științele materialelor
- Jiwchar Ganor, specialist în științele mediului
- Joseph Kost, specialist în  biomedicină
- Zvi HaCohen, chimist
- Oded Lowengart, specialist în marketing
- Limor Aharonson-Daniel, medic epidemiolog
- Yuval Elovici, specialist în informatică și securitatea rețelelor
- Amit Schejter, specialist în studiile comunicării
- Yuval Shahar, specialist în inteligență artificială și informatică medicală
- Noam Weisbrod, hidrolog
- Nirit Ben-Aryeh Debby, istoric de artă
- Abraham Zangen, specialist în neuroștiințe

## Absolvenți notabili
- Ziv Aviram, cofondator și fost președinte și CEO al Mobileye[4]
- Isaac Berzin (n. 1967), inginer chimist care a fondat GreenFuel Technologies Corporation
- Gilad Bracha
- Amira Dotan (n. 1947), militar israelian militar și fost membru al Knesset-ului din partea Kadima
- Dovi Frances, antreprenor și investitor[necesită citare]
- Gila Gamliel (n. 1974), membru al Knesset-ului din partea Likud și ministru pentru egalitatea socială în guvernul Netanyahu
- Anastasia Gloushkov (n. 1985), înotătoare olimpică
- Arieh Iserles (n. 1947), matematician, profesor de analiză numerică a ecuațiilor diferențiale la Universitatea din Cambridge
- Ofer Lahav (n. 1959), profesor de astronomie și astrofizică la University College London
- Silvan Shalom (n. 1958), politician israelian, membru al Knesset din partea partidului Likud și viceprim-ministrul și ministru pentru dezvoltare regională și pentru dezvoltarea Negevului și Galileii. Anterior, el a îndeplinit funcțiile de ministru de externe, ministru de finanțe, ministru al științei și adjunct al ministrului apărării
- Eliezer Shkedi (n. 1957), CEO al companiei aeriene israeliene El Al. Anterior a fost general (aluf) în Forțele de Apărare ale Israelului și comandant șef al Forțelor Aeriene Israeliene
- Yaakov Turner, fost inspector general al poliției israeliene, fost primar al orașului Beer Sheva
- Mordechai Vanunu
- Shelly Yehimovich (n. 1960), membră al Knesset-ului, fostul lider al Partidului Muncii din Israel
- Michael W. Sonnenfeldt (n. 1955), proprietar și președinte al TIGER 21, președinte al Magnolia Purchasing Advisors, proprietar și președinte al SOL, Inc., și președinte al Carmanah Technologies, Ltd.
- Tamar Zandberg (n. 1976), membră al Knesset-ului, liderul partidului Meretz din Israel

## Doctori honoris causa
Titlurile de doctor honoris causa sunt acordate tradițional de două ori pe an; în timpul Reuniunii Anuale a Consiliului Guvernatorilor și cu ocazia comemorării lui David Ben-Gurion.
Printre persoanele distinse cu acest titlu se numără:
- Generalul Alexandru M. Haig Jr., 1982
- Senatorul Edward M. Kennedy, 1983
- Șimon Peres, 1984
- Isaac Bashevis Singer, 1984
- Lordul Weidenfeld de Chelsea, 1984
- Teddy Kollek, 1985

## Câștigători ai premiului Israel
- prof. Shmuel Ahituv[5]
- prof. Ya'cov (Gerald) Blidstein[6]

## Legături externe
- Official Website (English) Arhivat în 13 decembrie 2020, la Wayback Machine.